# Стрешинский замок
Стрешинский замок (бел. Стрэшынскі замак) существовал в XII-XVIII в. в г.п. Стрешин Жлобинского района Гомельской области.

## Описание
Был построен из дерева на берегу Днепра. В систему укреплений замка входили 5 башен, ров, вал, гродно. Среди вооружения Стрешинского замка были пушки, мушкеты, гаковницы, железные и оловянные ядра, гаковничные и мушкетные пули и др.

## Военная история
В антифеодальную войну 1648-51 гг. и войну Русского царства с Речью Посполитой 1654-67 гг. замок находился в центре военных событий. В июле 1654 года казаки И. Золотаренко взяли Стрешин штурмом, a замок сожгли. После войны Стрешинский замок был восстановлен, однако прежней мощности уже не имел и в таком состоянии просуществовал до 1793 года.

## Вооружение
Согласно инвентарям XVI—XVII веков, в замке размещался гарнизон из наёмных солдат (жолнеров). В начале XVII века в арсенале числилось 4 пушки, 10 гаковниц, 35 мушкетов, запасы пороха, олова, селитры, серы и ядер. В 1615 году упоминаются также «губчатые ручницы». В воротной башне находились ещё две пушки «без лож».

## Инвентари и структура
Инвентарь 1628 года подробно описывает замок: четырёхъярусная башня-ворота с тремя перекрытиями, подъёмный мост на цепях с «железными чопами», сложная система деревянных и железных запоров. На первом ярусе башни размещалась тюрьма, на втором — большая светлица, на третьем — амбар, четвёртый ярус служил для обзора и стрельбы.
Инвентари 1632 и 1635 годов подтверждают сохранение прежней структуры и состава вооружений.